# Paradoxo de Klein
Em 1929, o físico Oskar Klein obteve um resultado surpreendente através da aplicação da equação de Dirac para o problema familiar de espalhamento de elétrons por uma barreira de potecial. Na mecânica quântica não-relativística, o tunelamento de elétrons em uma barreira é observado, com  amortecimento exponencial. No entanto, o resultado de Klein mostrou que, se o potencial é da ordem da massa do elétron, {\displaystyle V\sim mc^{2}}, a barreira é quase transparente. Além disso, conforme o potencial se aproxima do infinito, a reflexão diminui e o elétron é sempre transmitido.
A aplicação imediata do paradoxo foi o modelo próton-elétron de Rutherford para partículas neutras dentro do núcleo, antes da descoberta do nêutron.  O paradoxo apresentou uma objeção quântica com a noção de um elétron confinado dentro de um núcleo.   Este paradoxo claro e preciso sugeriu que um elétron não pode ser confinado dentro de um núcleo por qualquer poço de potencial. O significado desse paradoxo foi intensamente debatida na ocasião.

## Partículas sem massa
Considere uma partícula sem massa relativistica se aproximando de um potencial degrau de altura {\displaystyle V_{0}} com energia {\displaystyle E_{0}<V_{0}} e momento {\displaystyle p}.
A função de onda da partícula, {\displaystyle \psi }, segue a equação de Dirac independente do tempo:
{\displaystyle \left(\sigma _{x}p+V\right)\psi =E_{0}\psi ,\quad V={\begin{cases}0,&x<0\\V_{0},&x>0\end{cases}}}
E {\displaystyle \sigma _{x}} é a matriz de Pauli:
{\displaystyle \sigma _{x}=\left({\begin{matrix}0&1\\1&0\end{matrix}}\right)}

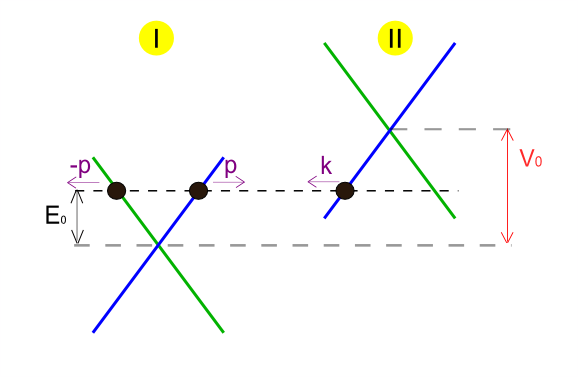
Fig. 1 Descrição da relação de dispersão, o eixo x representa o momento enquanto que o eixo y representa a energia.

Assumindo que a partícula está se propagando a partir da esquerda, obtemos duas soluções — um antes do degrau, na região (1) e um abaixo do potencial, na região (2):
{\displaystyle \psi _{1}=Ae^{ipx}\left({\begin{matrix}1\\1\end{matrix}}\right)+A'e^{-ipx}\left({\begin{matrix}-1\\1\end{matrix}}\right),\quad p=E_{0}\,}
{\displaystyle \psi _{2}=Be^{ikx}\left({\begin{matrix}1\\1\end{matrix}}\right),\quad \left|k\right|=V_{0}-E_{0}\,}
Onde os coeficientes A, A′ e B são números complexos.
Ambas as funções de onda incidente e transmitida estão associados com velocidade de grupo positiva (Linhas azuis na Fig.1), enquanto que a função de onda refletida é associado com velocidade de grupo negativa. (Linhas verdes na Fig.1)
Agora queremos calcular os coeficientes de transmissão e reflexão, {\displaystyle T,R.}
Eles são derivados da correntes de amplitude de probabilidade.
A definição da corrente de probabilidade associada com a equação de Dirac é:
{\displaystyle J_{i}=\psi _{i}^{\dagger }\sigma _{x}\psi _{i},\ i=1,2\,}
Nesse caso:
{\displaystyle J_{1}=2\left[\left|A\right|^{2}-\left|A'\right|^{2}\right],\quad J_{2}=2\left|B\right|^{2}\,}
Os coeficientes de transmissão e reflexão são:
{\displaystyle R={\frac {\left|A'\right|^{2}}{\left|A\right|^{2}}},\quad T={\frac {\left|B\right|^{2}}{\left|A\right|^{2}}}\,}
A continuidade da função de onda em {\displaystyle x=0}, nos fornece:
{\displaystyle \left|A\right|^{2}=\left|B\right|^{2}\,}
{\displaystyle \left|A'\right|^{2}=0\,}
E assim, o coeficiente de transmissão é 1 e não há reflexão.
Uma interpretação do paradoxo é de que um  potencial degrau não pode inverter a direção da velocidade de grupo de uma partícula relativística sem massa. Esta explicação se adéqua melhor a solução de partícula única citada acima. Interpretações mais complexas são sugeridas na literatura, no contexto da teoria quântica de campos onde é mostrado que o tunelamento desenfreado ocorre devido à existência de pares de partículas-antipartícula no potencial.

## Caso massivo
Para o caso massivo, os cálculos são semelhantes ao descrito acima.
Os resultados são tão surpreendente como no caso sem massa. O coeficiente de transmissão é sempre maior do que zero, e se aproxima de 1 conforme o potencial degrau tende a infinito.

### A zona Klein
Se a energia da partícula está na faixa {\displaystyle +m<E<V-m}, então resultará em uma reflexo parcial ao invés de reflexão total.

### Resoluções para o caso massivo
Enquanto a resolução tradicional utiliza produção de pares partícula / antipartícula no contexto da teoria quântica de campos (Hansen 1981), existe uma resolução mais simples que substitui a produção de pares físicos por um espalhamento de soluções de energia negativa sob a barreira (Alhaidari 2009). Esta estratégia foi também aplicada para obter soluções analíticas para a equação de Dirac para um poço quadrado infinito.

## Outros casos
Estes resultados foram expandidos para dimensões maiores, e para outros tipos de potenciais, tais como um degrau linear, uma barreira quadrada, etc.
Muitas experiências em transporte de elétrons no grafeno apoiam-se no paradoxo Klein para partículas sem massa.

## Leituras adicionais
- Dombey, N; Calogeracos, A. (julho de 1999). «Seventy years of the Klein paradox». Physics Reports. 315 (1–3): 41–58. Bibcode:1999PhR...315...41D. doi:10.1016/S0370-1573(99)00023-X
- Robinson, T. R. (2012). «On Klein tunneling in graphene». American Journal of Physics. 80 (2): 141–147. Bibcode:2012AmJPh..80..141R. doi:10.1119/1.3658629
- Calogeracos, A.; Dombey, N. (1999). «History and physics of the Klein paradox». Contemporary Physics. 40 (5). 313 páginas. Bibcode:1999ConPh..40..313C. arXiv:quant-ph/9905076. doi:10.1080/001075199181387